# Ȥ
Der Buchstabe Ȥ (kleingeschrieben ȥ), auch Haken-Z, ist ein Buchstabe des lateinischen Schriftsystems, bestehend aus einem Z mit Haken. 
Unicode enthält seit der Version 3.0 (1999) das Buchstabenpaar Ȥ/ȥ als U+0224 latin capital letter with hook und U+0225 latin small letter with hook. Dieser Buchstabe wird in einigen mittelhochdeutschen Wörterbüchern, Lehrbüchern und Textausgaben zur Wiedergabe des Buchstabens „z“ aus den Originalhandschriften verwendet, wenn dieser als Laut den Frikativ [⁠s⁠] bezeichnet, während dort das „z“ unverändert übernommen wird, wenn es wie im Neuhochdeutschen den Affrikat t͡s bezeichnet. Entsprechend ist die Zeichendefinition im Unicode-Standard mit der Anmerkung „Middle High German“ versehen.
Der Buchstabe ist nicht mit dem ähnlichen Ⱬ/ⱬ zu verwechseln, der einen zum kyrillischen Ц ähnlichen Anhang aufweist und vor 1983 in der uigurischen Sprache zur Transliteration des persischen ژ genutzt wurde.